# Могньїнтадо
Могн'їнтадо (*бірм. မိုးညှင်း သတို; 23 жовтня 1379 — 1439) — 8-й володар царства Ава у 1426—1439 роках. Засновник нової династії Паган-Пінья.

## Життєпис

### Молоді роки
Належав до Паганської династії, завдяки чому мав родинний зв'язок з Свасоке, правителем Ави. Син Содіга, намісника М'є-Не, Со Пале (прапраонуки Чавсви I, царя Піньї) і Народився 1379 рок у Ньяуньяні (містечку за 130 км на південь від Ави), отримавши ім'я Нансі. Невдовзі отримав як уділ село Інбе (за 80 км на північний захід від Ави) та титул удейн. Нетривалий час служив пажем молодших синів Свасоке — Мін Сва та Тхейддати під час їх багаторічної подорожі державою.
У 1400 році призначається намісником Мйохла (сучасний Швебо) з титулом тадо. У 1402 році відзначився під час війни з Гантаваді, очоливши до правління річкою харчів до обложеного міста П'ї. 1406 року брав участь у кампанії проти араканського володаря Мінсомона під орудою спадкоємця трону Міньє Чавсва. 1408 року був членом посольства, яке вело перемовини з Разадарітом, володарем Гандаваді.

### Собва
У березні 1410 року призначається собвою (князем) шанського володіння Могн'їн (поблизу кордону з імперією Мін). З цього часу став називатися Могн'їнтадо. У 1412 року під час повстання шанського князівства Сенві, війська якого атакували Могн'їн, а потім спільнозмінською армією північ Ави. Сам Могн'їнтадо, маючи замало військ, відступив до столиці. Потім приєднався до армії спадкоємця трону Міньє Чавсву, відзначившись у битві при Ветвіні. У листопаді того ж року в значні мірі дії Могн'їнтадо сприяли перемозі аваської армії в битві біля міста Сенві над 22-тисячною мінською армією.
У 1413—1415 роках відзначився під час оборони Могн'їну від нової мінської армії входітрьох ворожих вторгнень. У листопаді 1422 року очолив 8,5-тисячне військо для наступу проти Гантаваді. Його колегою став Кале Четаунгнйо з 6 тис. вояків. Вони спільно захопили ключові міста і порти гирла річки, що призвело до укладання міцного миру 1424 року. З цього часу став неофіційним лідером шанських володіньн на півночі.
1425 році підняв повстання, почувши про загибель правителя Мінгла. Не визнав сходження на трон Кале Четаунгнйо. Протягом 3 місяців готувався для наступу на столицю. В лютому 1426 року здобув перемоги під Тіссеном і Ветчетом. Під час битви за Аву в ключовий момент собва Ле Тхан Бва, підкуплений Могн'їнтадо, залишив поле бою. Це викликало загальну втечу війська Кале Четаунгнйо. 16 травня 1426 року Могн'їнтадо зайняв столицю держави.

### Панування
Церемонія інтронізації відбулася 20 травня, прийнявши тронне ім'я Тхірі Трібаванадіт'япаварапандіта Дхаммаяза. Невдовзі призначив свого сина Міньєчавсву ейншеймном (спадкоємцем). Невдовзі прийшла звістка про смерть Кале Четаунгнйо в Араканських горах. Дружина останнього — Шін Боме — стала дружиною Могн'їнтадо.
Втім вимушен був довести свою силу васальним державам і намісником в на півдні. Доволі швидко підкорив міста Паган, Сале, Сагу, Саліна та П'ї. У серпні легко захопив Пакхан, де отаборилися претенденти на трон Тараб'я та Міньє Чавхтіна. Їх було схоплено й заслано в Паган і Тіссейн відповідно. Також щедрими дарунками Тхінхаї III, наміснику Таунгу, і Тхіхапате III, наміснику Таунгдвіна, зумів досягти ними визнання себе волдарем.
Наприкінці 1426 року повстали шанське князівство Онбаунг. Міньє Чавхтін втік з Тіссейну до Онбаунга. За цим з шанськими військами підійшов до Єнанти (приблизно за 60 км на північний схід від столиці), де йому завдав поразки Могн'їнтадо. У січні 1427 року повстало інше шанське князівство Могн'їн. Водночас намісники Таунгу і Таунгдвіну повстали, оголосивши себе незалежними правителями, які отримали допомогу від Біньї Рани I, володаря Гантаваді, який захопив важливе місто Тарраваді. Наміру Могн'їнтадо рушити проти Гантаваді завадило нове вторгнення Міньє Чавхтіна, якого володар Ави змусив зрештою відступити до Пінле. Спроба у 1428—1429 роках захопити це місто виявилося невдалою.
1429 року війська Таунгу рушили на північ і зайняли область Яметхін із 5 зрошуваними округами. Втім увага Могн'їнтадо була переважно зосереджена на будівництві власної пагоди — Яданазеді — в Сікайні. Його намагання укласти мир з шанськими князівствами не мало успіху. У жовтні 1430 року місто П'ї опинилося в облозі військ Таунгу і Гантаваді. В лютому 1431 року уклав мирну угоду з Біньї Раною I, за якою поступався Гантаваді містами Тарраваді та Паунгде. Натомість Бінья Ран I відмовився від підтримки Таунгу.
По поверненню до стоолиці відмовився від активної військової політики, зосередивши більше часу на будівництві храмів. До кінця панування він побудував 27 нових пагод і монастирів, що коштувало скарбниці 1,62 чатів (25 453 кг) срібла, не враховуючи звичайні пожертвування людей і землі для їх подальшого утримання. У 1433 році відправив нове військо проти Міньє Чавхтін, але не домігся успіху.
1435 році не скористався моментом, коли в Таунгу почалася боротьба за владу, внаслідок чого 1436 року Бінья Ран I поставив там свого васала. 1437 року він повірив у пораду придворних астрологів про те, що проблеми його держави потрібно вирішити шляхом оновлення календаря, коли він досяг 800 року (1438 року). Цар проголосив наступний рік 1 роком нової, щасливої епохи — Тхеккаріт To (Коротка ера). Але ця спроба обдурити долю (небо) не вдалася: ера виявилася не такою щасливою, як сподівалися, внаслідок чого оновлений календар не прижився (використовувався лише двором до 1497 року).
Могн'їнтадо помер у квітні 1439 року. Йому спадкував син Міньєчавсва I.